# Aldealengua de Pedraza
Aldealengua de Pedraza är en kommun i Spanien.   Den ligger i provinsen Provincia de Segovia och regionen Kastilien och Leon, i den centrala delen av landet, 70 km norr om huvudstaden Madrid. Arean är 35 kvadratkilometer.
Terrängen i Aldealengua de Pedraza är kuperad åt sydost, men åt nordväst är den platt.